# Dichromodes confluaria
Dichromodes confluaria là một loài bướm đêm trong họ Geometridae.